# Mariakerk of Koepelkerk
De rooms-katholieke Mariakerk of Koepelkerk te Bussum (voluit: Kerk van Onze Lieve Vrouwe van Altijddurende Bijstand) is gevestigd aan de Brinklaan in het centrum van Bussum. Deze Neo-byzantijnse kerk met een bijzondere koepelconstructie in oosterse stijl naar een ontwerp van J.Th.J. Cuypers en P.J.J.M. Cuypers, respectievelijk zoon en kleinzoon van P.J.H. Cuypers, dateert uit 1921. De kruiswegstaties zijn van de hand van Mari Andriessen en hingen voorheen in de Heilige Hartkerk aan de Kamerlingh Onnesweg, afgebroken in 1991.